# Patric M. Verrone
Patric M. Verrone (* 29. září 1959 Glendale, Queens) je americký scenárista. Působil jako scenárista a producent několika animovaných televizních pořadů, zejména Futuramy.

## Školní a předtelevizní kariéra
Verrone absolvoval s vyznamenáním Harvardovu univerzitu v roce 1981, kde působil jako redaktor časopisu Harvard Lampoon. V roce 1984 absolvoval Boston College Law School, kde působil jako redaktor Boston College Law Review. Než se stal televizním scenáristou, vykonával právnickou praxi na Floridě a v Kalifornii.

## Kariéra v televizi
Verrone zahájil svou kariéru jako scenárista varietních pořadů, koncem 80. let pracoval jako autor monologů pro The Tonight Show Starring Johnny Carson. Krátce po práci v The Tonight Show Verrone v roce 1991 psal pro populární animovaný pořad Lumpíci. Odtud pracoval po celou dobu vysílání televizního seriálu Kritik a poté se přesunul k psaní pro Muppets Tonight (za což získal cenu Emmy) a Neuvěřitelná dobrodružství Rudly a Koumáka. Nakonec se Verrone stal hlavním spolupracovníkem seriálu Futurama. Posléze napsal epizodu seriálu Simpsonovi (Milhouse z písku a mlhy, 2005), vyvinul seriál Cartoon Network Class of 3000 (včetně napsání pilotního dílu Home, 2006) a spoluprodukoval všechny čtyři celovečerní filmy Futuramy.

### Kritik
V době, kdy byl redaktorem časopisu Harvard Lampoon, se Verrone seznámil se scenáristy Alem Jeanem a Mikem Reissem. Jean a Reiss, kteří právě působili jako spoluscenáristé seriálu Simpsonovi, vytvářeli nový animovaný pořad s názvem Kritik. Požádali Verrona, aby na něm pracoval, a jak sám uvedl, „nemohl odmítnout“.
Během práce na dvou řadách Kritika působil Verrone jako koproducent a scenárista tří dílů:
- A Pig Boy and His Dog
- All the Duke's Men
- I Can't Believe It's a Clip Show

### Futurama
Verrone psal pro Futuramu od 1. řady. Díl 4. řady Žihadlo, jejž Verrone napsal, získal nominace na cenu Emmy, cenu Annie a Cenu Sdružení amerických scenáristů. Původně v seriálu Verrone působil jako producent 59 epizod, ale od 5. řady byl spoluvýkonným producentem seriálu. Verrone je také autorem scénáře sedmi čísel komiksu Futurama nakladatelství Bongo Comics. Podílel se rovněž na tvorbě videohry Futurama: Game of Drones.
Mezi Verroneovy scenáristické počiny pro Futuramu patří:
1. řada
- Konzerva za všechny prachy

2. řada
- Citové pouto
- To je on, můj klon
- Trable s Poplíky (námět)

3. řada
- Humrův humor

4. řada
- Liga výjimečných břídilů

5. řada
- Žihadlo

6. řada
- Krutá aplikace
- Ndndesmiřitelné lrrrozdíly
- Krotitelé roboduchů

7. řada
- Narodím se zítra
- Hon na robolišku
- Sobotní zábavné dopoledne

Filmy
- Futurama: Benderova hra (námět s Davidem X. Cohenem)

### Rozčarování
Verrone je také autorem scénářů 4 dílů animovaného seriálu Matta Groeninga Rozčarování:
1. řada
- Hranice nesmrtelnosti
- Pád Tiabeanie (s Joshem Weinsteinem)

2. řada
- Podzemní stesk po domově (s Kenem Keelerem)
- Šílenství krále Zoga

## Writers Guild of America, West
Dne 23. října 2002 udělila organizace The Animation Writers Caucus of the Writers Guild of America, West Verronovi cenu za celoživotní dílo Animation Writing Award.
V roce 2005 byl Verrone zvolen prezidentem Writers Guild of America, West s 68 % hlasů poté, co se zavázal věnovat až 30 % rozpočtu sdružení na organizování scenáristů v televizní animaci, kabelové televizi a nezávislém filmu. Předtím působil jako tajemník a pokladník organizace a člen představenstva.
V září 2007 byl Verrone znovu zvolen prezidentem více než 90 % hlasů a následně vedl sdružení scenáristů během stávky od 5. listopadu 2007 do 12. února 2008.
V roce 2009 se nemohl ucházet o znovuzvolení kvůli omezení funkčního období podle pravidel unie. Jeho nástupcem se stal John Wells, bývalý prezident WGAw v letech 1999–2001. Roku 2011 se ucházel o třetí prezidentské období a prohrál s Chrisem Keyserem rozdílem 20 % hlasů. V roce 2013 Verrone kandidoval a byl zvolen do představenstva svazu.
Verrone byl v roce 2019 členem vyjednávacího výboru pro „dohodu mezi WGA a agenturou“ a připojil se k ostatním členům WGA, kteří propustili své agenty v rámci postoje sdružení proti ATA poté, co se obě strany nedokázaly dohodnout na novém „kodexu chování“, který řešil nekalé praktiky.

## Osobní život
V roce 1989 se Verrone oženil s televizní scenáristkou a romanopiskyní Maiyou Williamsovou. Mají tři děti a žijí v Pacific Palisades v Kalifornii.

## Politická kandidatura
V březnu 2014 se Verrone stal kandidátem do Senátu státu Kalifornie v obvodu SD 26 v západní části Los Angeles. Verrone prohrál v primárkách s Benem Allenem a Sandrou Flukeovou (oba demokraté).